# Ocotea tenella
Ocotea tenella är en lagerväxtart som beskrevs av A. C. Smith. Ocotea tenella ingår i släktet Ocotea och familjen lagerväxter. Inga underarter finns listade i Catalogue of Life.